# 뉴질랜드 농구 국가대표팀
뉴질랜드 농구 국가대표팀은 뉴질랜드의 농구 대표팀이다. 올림픽 농구 본선에는 2번 참가하여 2번 모두 10위권 밖의 성적에 그쳤고 FIBA 농구 월드컵 본선에는 6번 출전하여 2002년 대회에서 4위를 차지했으며 FIBA 오세아니아 챔피언십에는 22번 출전하여 금메달 3개, 은메달 19개를 획득했다. 그리고 2017년 FIBA 아시아 선수권 대회에 출전하여 이 대회에서 4위의 성적을 거두었고 코먼웰스 게임에는 2번 출전하여 은메달 1개, 동메달 1개를 따냈다. FIBA 스탄코비치 컨티넨털 챔피언스컵에는 3번 참가하여 이 중 2번의 대회에서 우승을 차지했고 2000년 윌리엄 존스컵에서도 우승을 맛보았으며 2019년 오스타이거 국제 농구 대회에서는 3위에 입상했다.

## 주요 선수
- 토머스 애버크럼비 (뉴질랜드 브레이커스)
- 로버트 로 (뉴질랜드 브레이커스)
- 앨릭스 플레저 (멜버른 유나이티드)
- 제러드 케니 (케언스 타이팬스)
- 코리 웹스터 (뉴질랜드 브레이커스)